# 心有千千結 (電影)
參數所指定的目標頁面不存在，建議更正成存在頁面或直接建立下列一個頁面（建立前請先搜尋是否有合適的存在頁面可以取代）：
- 心有千千結

《心有千千結》是一部改編自瓊瑤同名小說的台灣電影，大眾電影事業公司出品，由李行執導，甄珍、秦祥林、葛香亭等人主演。

## 劇情簡介
講述一個特別護士與叛逆的富家少爺間的愛情故事，過程轟烈又充滿波折，護士負責照顧脾氣暴躁古怪的老先生，但是她竟可在他刁難之下慢慢獲得信任，同時她也化解了老先生和他兒子耿若塵之間的誤會……

## 演員列表
- 甄珍 飾 江雨薇
- 秦祥林 飾 耿若塵
- 葛香亭 飾 耿克毅
- 朱磊 飾 耿培華
- 王宇 飾 老李
- 張冰玉 飾 思紋（培中妻）
- 紫蘭 飾 護理長
- 武家麒 飾 吳家俊大夫（X光）
- 高明 飾 耿培中
- 周少卿 飾 公司唐經理
- 胡立武 飾 雨薇弟
- 儀銘 飾 朱律師
- 蔡慧華 飾 美琦（培華妻）
- 陶述 飾 李媽
- 葉雯 飾 小佳（耿若塵生母）
- 王恪琛 飾 司機老趙
- 王曉海 飾 雨薇弟
- 庹宗華 飾 耿若塵（幼年，客串）

## 相關
- 2013年，瓊瑤根据自己的兩部小说《心有千千结》、《雁儿在林梢》重新改编成了電視劇《花非花霧非霧》。其中，由萬茜、姚元浩、劉德凱演繹了新版的《心有千千结》劇情，並將原著中的「江雨薇」一角更名為「白海華」，且在新版中女主角的平輩親人由弟弟改為了妹妹。

## 外部連結
- 開眼電影網上《心有千千結》的資料（繁體中文）
- 香港影庫上《心有千千結》的資料（繁體中文）
- 时光网上《心有千千結》的資料（简体中文）
- 豆瓣电影上《心有千千結》的資料 （简体中文）
- 互联网电影数据库（IMDb）上《心有千千結》的资料（英文）
- 中文電影資料庫 - 心有千千結 （页面存档备份，存于）